# Bandō
Bandō (jap. 坂東市 Bandōshi) ist eine Stadt in Japan in der Präfektur Ibaraki.

## Geographie
Bandō liegt westlich von Tsukuba, und nördlich von Noda.

## Geschichte
Die Stadt Bandō wurde am 22. März 2005 aus den ehemaligen Gemeinden Iwai und Sashima gegründet.

## Verkehr
- Straße:
  - Nationalstraße 354

## Angrenzende Städte und Gemeinden
- Präfektur Ibaraki
  - Jōsō
  - Koga
  - Sakai
  - Yachiyo
- Präfektur Chiba
  - Noda